# Johann Jessernig
Johann Jessernig (* 12. Februar 1806 in Feldkirchen in Kärnten; † 17. Januar 1882 ebenda) war ein österreichischer Guts- und Fabrikbesitzer und Politiker.

## Leben
Jessernig war der Sohn des Kaufmanns Matthäus Jessernig († 24. März 1839 mit 68 Jahren) und dessen Ehefrau Anna geborene Novak († 1. März 1838 mit 58 Jahren). Er war römisch-katholisch und heiratete am 27. Januar 1834 Vinzenzia Obersteiner (* 16. Januar 1809; † 8. November 1874). Aus der Ehe gingen keine Kinder hervor.
Jessernig arbeitete als Kaufmann, Gasthaus- und Kaffeehausinhaber. Er war Inhaber der Firma „Eisen- und Stahlfabrik in Feldkirchen“. Im Jänner 1878 wurde über die Firma ein Konkursverfahren eröffnet, welches im Dezember 1878 aufgehoben wurde. Danach lebte er als Privatier.
Er war Oberrichter und von 1850 bis 1874 Bürgermeister von Feldkirchen. 1860 wurde er mit dem Goldenen Verdienstkreuz mit der Krone ausgezeichnet.
Vom 17. Juli 1848 bis zum 18. August 1848 gehörte er als Stellvertreter von Thomas Novak dem Provisorischen Kärntner Landtag an. Nach dessen Rücktritt war er vom 19. August 1848 bis zum 4. März 1849 selbst Abgeordneter. Ab dem 17. Oktober 1848 war er Ersatz-Mitglied des verstärkten provisorischen Landtagsausschusses. In der ersten Wahlperiode des Kärntner Landtags war er vom 6. April 1861 bis zu seinem Rücktritt am 23. September 1865 dort Abgeordneter.